# Best of Bowie
Best of Bowie (2002) es un álbum de grandes éxitos que abarca la carrera del artista ganador de múltiples discos de platino David Bowie. Incluye canciones desde su segundo álbum hasta 2002. Fue lanzado 35 años después de su primer álbum David Bowie.
En cada uno de los 21 territorios en los que el álbum fue lanzado, se le dio su propia lista de canciones, basada en canciones las cuales fueron más populares localmente. En un número de países, hubo dos versiones - una versión de sólo un disco, y una versión de disco doble. Considerando en todas ellas 63 pistas que aparecen en al menos una de las 20 versiones diferentes. El país en el que vino la edición puede ser identificada por una pequeña bandera nacional en el lomo,  excepto en la ediciones argentina/mexicana, del este europeo y del Reino Unido, las cuales están "sin bandera".
Todas las pistas están remasterizadas digitalmente de entre 1999, o, para las ediciones sencillo de 2002, con la excepción de "Under Pressure", que está también en un volumen más bajo que el resto del disco.
Una versión en DVD de la compilación fue también lanzada, conteniendo 47 videos y presentaciones en vivo así como versiones alternativas como easter eggs.

## Listas de canciones
Todas las canciones escritas por David Bowie excepto donde se indique.

Nota en listado de canciones: La primera referencia única de la pista contiene toda la información perteneciente a esa canción y versión, incluyendo créditos de autor de la canción, fuente y duración. Referencias subsiguientes sólo mencionan canción y versión.

### CD: EMI / 5 39821 2 (Reino Unido)
| CD 1 1. "Space Oddity" (de Space Oddity, 1969) – 5:15 2. "The Man Who Sold the World" (de The Man Who Sold the World, 1970) – 3:55 3. "Oh! You Pretty Things" (de Hunky Dory, 1971) – 3:12 4. "Changes" (de Hunky Dory, 1971) – 3:33 5. "Life on Mars?" (de Hunky Dory, 1971) – 3:48 6. "Starman" (de The Rise and Fall of Ziggy Stardust and the Spiders from Mars, 1972) – 4:16 7. "Ziggy Stardust" (de Ziggy Stardust, 1972) – 3:13 8. "Suffragette City" (de Ziggy Stardust, 1972) – 3:25 9. "John, I’m Only Dancing" (1972) – 2:43 10. "The Jean Genie" (de Aladdin Sane, 1973) – 4:08 11. "Drive-In Saturday" (de Aladdin Sane, 1973) – 4:36 12. "Sorrow" (Bob Feldman, Jerry Goldstein, Richard Gottehrer) (de Pin Ups, 1973) – 2:53 | CD 2 1. "Sound and Vision" (de Low, 1977) – 3:00 2. "“Heroes”" (Bowie, Brian Eno) (single version, 1977) – 3:32 3. "Boys Keep Swinging" (Bowie, Eno) (de Lodger, 1979) – 3:18 4. "Under Pressure" (Bowie, Freddie Mercury, Brian May, John Deacon, Roger Taylor) (con Queen, 1981) – 4:02 5. "Ashes to Ashes" (single version, 1980) – 3:38 6. "Fashion" (single version, 1980) – 3:23 7. "Scary Monsters (and Super Creeps)" (single version, 1981) – 3:27 8. "Let's Dance" (single version, 1983) – 4:07 9. "China Girl" (Bowie, Jim Osterberg) (single version, 1983) – 4:18 10. "Modern Love" (single version, 1983) – 3:56 11. "Blue Jean" (de Tonight, 1984) – 3:12 12. "This Is Not America" (con The Pat Metheny Group, 1985) – 3:43 13. "Loving the Alien" (single remixed version, 1985) – 4:43 14. "Dancing in the Street" (Marvin Gaye, William "Mickey" Stevenson, Ivy Jo Hunter) (con Mick Jagger, 1985) – 3:14 15. "Absolute Beginners" (single version, 1986) – 5:39 16. "Jump They Say" (radio edit, 1993) – 3:53 17. "Hallo Spaceboy" (Bowie, Eno) (Pet Shop Boys remix, 1996) – 4:25 18. "Little Wonder" (Bowie, Reeves Gabrels, Mark Plati) (single version, 1997) – 3:40 19. "I'm Afraid of Americans" (Bowie, Eno) (V1 radio edit, 1997) – 4:26 20. "Slow Burn" (radio edit, 2002) – 3:55 |

### CD: Virgin-EMI / 5 41929 2 (EE. UU.) // EMI 7243 5 42244 2 5 (Canadá)
1. "Space Oddity"
2. "Changes"
3. "Suffragette City"
4. "Ziggy Stardust"
5. "The Jean Genie"
6. "Rebel Rebel"
7. "Young Americans" (U.S. single version)
8. "Fame"
9. "Golden Years" (single version)
10. “Heroes” (single version)
11. "Ashes to Ashes" (single version)
12. "Fashion" (single version)
13. "Under Pressure" (con Queen)
14. "Let's Dance" (single version)
15. "China Girl" (single version)
16. "Modern Love"
17. "Blue Jean"
18. "Dancing in the Street" (with Mick Jagger)
19. "This Is Not America" (with The Pat Metheny Group)
20. "I'm Afraid of Americans" (V1 radio edit)

### 2003 Bonus DVD: / Virgin/EMI 5 95692 0 (EE. UU.)
1. "Let's Dance" (Club Bolly extended mix)
2. "Let's Dance" (Club Bolly Mix)
3. "China Girl" (Club Mix)
4. "Just For One Day (Heroes)" (David Guetta vs. Bowie, extended version)
5. "Loving the Alien" (Scumfrog Remix)
6. "The Man Who Sold the World" (Brian Eno "Live" Mix)
7. "Nite Flights" (Moodswings Back to Basics Remix)
8. "Let's Dance" (Club Bolly Mix) - DVD video
9. "Just For One Day (Heroes)" (David Guetta vs. Bowie) - DVD video
10. "Black Tie White Noise" (Live @ Hollywood Center Studios) - DVD video – 4:12

### CD: Virgin-EMI / 5 41930 2 (EE. UU.) // EMI 7243 5 42244 2 3 (Canadá)
| CD 1 1. "Space Oddity" 2. "The Man Who Sold the World" 3. "Changes" 4. "Life on Mars?" 5. "Moonage Daydream" (de Ziggy Stardust, 1972) – 4:37 6. "Suffragette City" 7. "Ziggy Stardust" 8. "All the Young Dudes" (de The Best of David Bowie 1969/1974, 1997) – 4:11 9. "The Jean Genie" 10. "Panic in Detroit" (de Aladdin Sane, 1973) – 4:25 11. "Rebel Rebel" 12. "Diamond Dogs" 13. "Young Americans" (U.S. single version) – 3:15 14. "Fame" 15. "Golden Years" (single version, 1975) – 3:22 16. "TVC 15" (single version, 1976) – 3:43 17. "Sound and Vision" 18. “Heroes” (single version) 19. "DJ" (Bowie, Eno, Alomar) (de Lodger, 1979) – 3:59 | CD 2 1. "Ashes to Ashes" (single version) 2. "Fashion" (single version) 3. "Scary Monsters (and Super Creeps)" (single version) 4. "Under Pressure" (with Queen) 5. "Cat People (Putting Out Fire)" (Bowie, Giorgio Moroder) (single version, 1982) - 4:08 6. "Let's Dance" (single version) 7. "China Girl" (single version) 8. "Modern Love" (single version) 9. "Blue Jean" 10. "This Is Not America" (with The Pat Metheny Group) 11. "Dancing in the Street" (with Mick Jagger) 12. "Absolute Beginners" (single version) 13. "Time Will Crawl" (de Never Let Me Down, 1987) – 4:18 14. Tin Machine: "Under the God" (de Tin Machine, 1989) – 4:06 15. "Jump They Say" (radio edit) 16. "The Hearts Filthy Lesson" (Bowie, Sterling Campbell, Eno, Reeves Gabrels, Mike Garson, Erdal Kizilcay) (radio edit) – 3:34 |

### CD: EMI / 5 41888 2 (Bélgica)
1. "Let's Dance" (single version)
2. "Fame"
3. "Fashion" (single version)
4. "This Is Not America" (con The Pat Metheny Group)
5. "Space Oddity"
6. "Ziggy Stardust"
7. "The Jean Genie"
8. "Golden Years" (single version)
9. "Absolute Beginners" (single version)
10. "Ashes to Ashes" (single version)
11. "Changes"
12. "Rebel Rebel"
13. “Heroes” (single version)
14. "Young Americans" (U.S. single version)
15. "Under Pressure" (con Queen)
16. "Tonight" (Bowie, Pop) (con Tina Turner) (de Tonight, 1984) – 3:50
17. "China Girl" (single version)
18. "Blue Jean"
19. "Dancing in the Street" (con Mick Jagger)
20. "Slow Burn" (radio edit)

|

### CD: EMI 7243541900-2 (Colombia/Ecuador/Perú/Venezuela)
1. "The Man Who Sold the World"
2. "Changes"
3. "Life on Mars?"
4. "Starman"
5. "Young Americans" (U.S. single version)
6. "Fame"
7. “Heroes” (single version)
8. "Under Pressure" (con Queen)
9. "Ashes to Ashes" (single version)
10. "Let's Dance" (single version)
11. "China Girl" (single version)
12. "Modern Love" (single version)
13. "Blue Jean"
14. "This Is Not America" (con The Pat Metheny Group)
15. "Never Let Me Down" (single version, 1987) – 3:58
16. "Dancing in the Street" (con Mick Jagger)
17. "Fame 90" (Gass mix) - 3:36
18. "Hallo Spaceboy" (Pet Shop Boys remix)
19. "Little Wonder" (single version)
20. "Slow Burn" (radio edit)

### CD: EMI / 5 41912 2 (Alemania/Suiza/Austria)
1. "Let's Dance" (single version)
2. "Ashes to Ashes" (single version)
3. "Helden" (Bowie, Eno) (single version) (del lado A del sencillo de versión en alemán de “Heroes”, 1977) – 3:40
4. "Fame '90" (Gass mix)
5. "Young Americans" (U.S. single version)
6. "Fashion" (single version)
7. "Ziggy Stardust"
8. "Space Oddity"
9. "When The Wind Blows" (Bowie, Kizilcay) (radio edit, 1986) – 3:32
10. "Cat People (Putting Out Fire)" (Bowie, Moroder) (single version)
11. "Sound and Vision"
12. "Loving the Alien" (single remixed version)
13. "Blue Jean"
14. "China Girl" (single version)
15. "Under Pressure" (con Queen)
16. "Dancing in the Street" (con Mick Jagger)
17. "Absolute Beginners" (single version)
18. "This Is Not America" (con The Pat Metheny Group)
19. "Thursday's Child" (radio edit)
20. "Slow Burn" (radio edit)

| 1. "Space Oddity" 2. "Changes" 3. "Starman" 4. "Ziggy Stardust" 5. "The Jean Genie" 6. "Sorrow" 7. "1984" (de Diamond Dogs, 1974) – 3:27 8. "Young Americans" (U.S. single version) 9. “Heroes” (single version) 10. "Ashes to Ashes" (single version) 11. "Fashion" (single version) 12. "Under Pressure" (with Queen) 13. "Let's Dance" (single version) 14. "China Girl" (single version) 15. "Modern Love" (single version) 16. "Blue Jean" 17. "Fame 90" (Gass mix) 18. "Dancing in the Street" (con Mick Jagger) 19. "Slow Burn" (radio edit) |

### CD: EMI / 5 41918 2 (Dinamarca)
| CD 1 1. "Let's Dance" (single version) 2. "Rebel Rebel" 3. "This Is Not America" (with The Pat Metheny Group) 4. "Dancing in the Street" (with Mick Jagger) 5. "Fame" 6. "The Jean Genie" 7. "Jump They Say" (radio edit) 8. “Heroes” (single version) 9. "Fashion" (single version) 10. "Changes" 11. "TVC 15" 12. "China Girl" (single version) 13. "Absolute Beginners" (single version) 14. "Thursday's Child" (radio edit) 15. "Ziggy Stardust" 16. "Ashes to Ashes" (single version) 17. "Drive-In Saturday" 18. "Space Oddity" | CD 2 1. "Young Americans" (U.S. single version) 2. "Slow Burn" (radio edit) 3. "Life on Mars?" 4. "Under Pressure" (with Queen) 5. "Hallo Spaceboy" (Pet Shop Boys remix) 6. "Sorrow" 7. "Blue Jean" 8. "Sound and Vision" 9. "Little Wonder" (single version) 10. "Starman" 11. "Boys Keep Swinging" 12. "Loving the Alien" (single remixed version) 13. "Golden Years" (single version) 14. "John, I'm Only Dancing" 15. "Day-In Day-Out" (de Never Let Me Down, 1987) – 4:14 16. "Modern Love" (single version) 17. "Black Tie White Noise" (single version, 1993) – 4:10 18. "Cat People (Putting Out Fire)" (single version) 19. "Rock 'N' Roll Suicide" (de Ziggy Stardust, 1972) – 2:59 |

### CD: EMI / 5 77949 2 (Hong Kong)
| CD 1 1. "Space Oddity" 2. "The Man Who Sold the World" 3. "Oh! You Pretty Things" 4. "Changes" 5. "Life on Mars?" 6. "Starman" 7. "Ziggy Stardust" 8. "Suffragette City" 9. "John, I'm Only Dancing" 10. "The Jean Genie" 11. "Drive-In Saturday" 12. "Sorrow" 13. "Diamond Dogs" 14. "Rebel Rebel" 15. "Young Americans" (U.S. single version) 16. "Fame" 17. "Golden Years" (single version) 18. "TVC 15" 19. "Wild Is the Wind" | CD 2 1. "Sound and Vision" 2. “Heroes” (single version) 3. "Boys Keep Swinging" 4. "Under Pressure" (with Queen) 5. "Ashes to Ashes" (single version) 6. "Fashion" (single version) 7. "Scary Monsters (and Super Creeps)" (single version) 8. "Let's Dance" (single version) 9. "China Girl" (single version) 10. "Modern Love" (single version) 11. "Blue Jean" 12. "This Is Not America" (con The Pat Metheny Group) 13. "Loving the Alien" (single remixed version) 14. "Dancing in the Street" (con Mick Jagger) 15. "Absolute Beginners" (single version) 16. "Jump They Say" (radio edit) 17. "Hallo Spaceboy" (Pet Shop Boys remix) 18. "Little Wonder" (single version) 19. "I'm Afraid of Americans" (V1 radio edit) 20. "Slow Burn" (radio edit) | CD 3 1. "Loving the Alien" (Scumfrog vs Bowie) 2. "Let's Dance" (Trifactor bs Deeper Substance Remix) 3. "Just for One Day ('Heroes')" (David Guetta vs Bowie) 4. "This Is Not America" (with The Pat Metheny Group) (Scumfrog vs Bowie) 5. "Shout (Fashion)" (Scumfrog vs Bowie) 6. "China Girl" (Riff & Vox Club Mix) 7. "Magic Dance" (Danny S Magic Party Remix) 8. "Let's Dance" (Club Bolly Extended Mix) 9. "Let's Dance" (Club Bolly Mix - Enhanced Video) |

- Álbum lanzado en 2004.

### CD: Toshiba-EMI / TOCP-67061 (Japón/Tailandia)
1. "Space Oddity"
2. "Changes"
3. "Life on Mars?"
4. "Starman"
5. "Lady Stardust" (de Ziggy Stardust, 1972) – 3:20
6. "Ziggy Stardust"
7. "The Jean Genie"
8. "Rebel Rebel"
9. "Young Americans" (U.S. single version)
10. "Fame"
11. "Golden Years" (single version)
12. “Heroes” (single version)
13. "Ashes To Ashes" (single version)
14. "Fashion" (single version)
15. "Under Pressure" (with Queen)
16. "Let's Dance" (single version)
17. "China Girl" (single version)
18. "Modern Love" (single version)
19. "Dancing in the Street" (with Mick Jagger)
20. "Slow Burn" (radio edit)

### CD: EMI / 7243 5 41916 2 6 (Argentina/México)
1. "Space Oddity"
2. "The Man Who Sold The World"
3. "Changes"
4. "Ziggy Stardust"
5. "Young Americans"
6. "Fame"
7. “Heroes”
8. "Under Pressure" (with Queen)
9. "Ashes To Ashes"
10. "Let's Dance"
11. "China Girl"
12. "Modern Love"
13. "Blue Jean"
14. "This Is Not America" (with Pat Metheny Group)
15. "Dancing in the Street" (with Mick Jagger)
16. "Jump They Say"
17. "Hallo Spaceboy" (PSB remix)
18. "Little Wonder"
19. "Thursday's Child"
20. "Slow Burn"

## DVD

### DVD 1
1. "Oh! You Pretty Things" (de Old Grey Whistle Test)
2. "Queen Bitch" (de Old Grey Whistle Test)
3. "Five Years" (de Old Grey Whistle Test)
4. "Starman" (de Top of the Pops)
5. "John, I'm Only Dancing"
6. "The Jean Genie"
7. "Space Oddity"
8. "Drive-In Saturday" (de Russell Harty Plus Pop)
9. "Life on Mars?"
10. "Ziggy Stardust" (de Ziggy Stardust - The Motion Picture)
11. "Rebel Rebel" (de TopPop)
12. "Young Americans" (de The Dick Cavett Show)
13. "Be My Wife"
14. " “Heroes” "
15. "Boys Keep Swinging"
16. "D.J."
17. "Look Back in Anger"
18. "Ashes to Ashes"
19. "Fashion" (single version)
20. "Wild Is the Wind"
21. "Let's Dance"
22. "China Girl"
23. "Modern Love"
24. "Cat People (Putting out Fire)" (de Serious Moonlight tour)
25. "Blue Jean"
26. "Loving the Alien"
27. "Dancing in the Street" (con Mick Jagger)

- Easter eggs:
  - "Oh! You Pretty Things" (toma alternativa de Old Grey Whistle Test)
  - Entrevista con David Bowie por Russell Harty
  - Anuncio para el entonces próximo DVD Ziggy Stardust: The Motion Picture
  - Jazzin' For Blue Jean (video promocional completo para "Blue Jean")
  - "Blue Jean" (versión alternativa para MTV)

### DVD 2
1. "Absolute Beginners"
2. "Underground"
3. "As the World Falls Down"
4. "Day-In Day-Out"
5. "Time Will Crawl"
6. "Never Let Me Down"
7. "Fame '90"
8. "Jump They Say"
9. "Black Tie White Noise"
10. "Miracle Goodnight"
11. "The Buddha of Suburbia"
12. "The Heart's Filthy Lesson"
13. "Strangers When We Meet"
14. "Hallo Spaceboy"
15. "Little Wonder"
16. "Dead Man Walking"
17. "Seven Years in Tibet"
18. "I'm Afraid of Americans"
19. "Thursday's Child"
20. "Survive"

- Easter eggs:
  - "Day-In Day-Out" (extended mix)
  - "Miracle Goodnight" (remix)
  - "Seven Years in Tibet" (versión en mandarín)
  - "Survive" (en vivo en París)

## Accesos a Easter eggs

### DVD 1
Oh! You Pretty Things (Take 1) (toma alternativa de Old Grey Whistle Test)
- Selecciona 'play all'. Cada segunda vez que se reproduzca el DVD entero, la versión alternativa aparecerá en lugar de la versión emitida de la canción. Si no quieres esperar, solo sáltate todos los capítulos.

Entrevista con Russell Harty
- Coloca el cursor en Drive-In Saturday en la pantalla de lista de canciones, luego presiona el botón 'right' button. Un guion bajo _ aparecerá, presiona 'enter'.

Anuncio para el próximo DVD Ziggy Stardust: The Motion Picture
- Seleccióna el rayo a la izquierda of Ziggy Stardust en la pantalla de lista de canciones.

Jazzin' For Blue Jean (video promocional completo para "Blue Jean")
- Coloca el cursoo en la pista y presiona 'right'. Selecciona el símbolo ')' en la pantalla de lista de cancioned. La imagen a la derecha cambiará. Selecciona la nueva imagen. La imagen puede cambiarse una y otra vez presionando la imagen ')' .

Blue Jean (versión alternativa para MTV), grabada en The Wag Club, Soho, Londres
- Esto se tiene activar durante el Easter egg del video Jazzin' For Blue Jean . Después de que la chica aprovecha la gramola para comenzar el video, as tan pronto que Bowie aparece en la TV arriba de la gramola (aproximadamente en 1:40 de la película), presiona 'enter'. Si se usa una computadora, puedes hacer click en la pantalla de TV donde aparece Bowie.

### DVD 2
Day-In Day-Out (Extended Dance Mix)
- El Extended Dance Mix aparecerá cada segunda vez que selecciones "Day-In, Day-Out" del menú de lista de canciones.

Miracle Goodnight (Remix Version)
- Esto se tiene activar después de reproducir el video de 'Miracle Goodnight'. Espera 5 minutos en la pantalla de lista de canciones y presiona enter.

Seven Years In Tibet (versión en mandarín)
- Reproduce el video "Seven Years in Tibet". Tres segundos después de video comenzará a aparecer un subtítulo. Presiona 'enter' y esto cambiará las versiones. Presionando otra vez 'enter' al mismo tiempo cambiará de vuelta a la versión a inglés.

Survive (Versión en vivo)
- Selecciona 'play all'. Cada segunda vez que se reproduzca el DVD entero, la versión en vivo aparecerá en lugar de la otra versión. Si no quieres esperar, solo sáltate todos los capítulos.

## Charts
Álbum
| Año  | Chart           | Posición |
| ---- | --------------- | -------- |
| 2002 | Austria         | 12       |
| 2002 | Bélgica         | 4        |
| 2002 | Nueva Zelanda   | 6        |
| 2002 | Noruega         | 10       |
| 2002 | Suecia          | 9        |
| 2002 | Suiza           | 15       |
| 2002 | UK Albums Chart | 11       |
| 2002 | Billboard 200   | 70       |